# Pogonów (województwo lubelskie)
Pogonów – wieś w Polsce położona w województwie lubelskim, w powiecie puławskim, w gminie Baranów.
Wieś szlachecka położona była w drugiej połowie XVI wieku w powiecie lubelskim województwa lubelskiego. W latach 1975–1998 miejscowość położona była w województwie lubelskim.
W 1946 odznaczona Orderem Krzyża Grunwaldu III klasy.
Wieś stanowi sołectwo gminy Baranów. Według Narodowego Spisu Powszechnego z roku 2011 wieś liczyła 232 mieszkańców.